# Ferenc Gyurcsány
Ferenc Gyurcsány (n. 4 iunie 1961, Pápa, Veszprém, Ungaria) a fost prim-ministrul Ungariei din 29 septembrie 2004 până la 14 aprilie 2009.
A fost nominalizat pentru această funcție de către partidul său, Partidul Socialist Maghiar (MSZP), pe data de 25 august 2004, după ce Péter Medgyessy și-a dat demisia datorită unui conflict cu partenerii de coaliție din Alianța Democraților Liberi. Gyurcsány a devenit prim ministru cu 197 voturi pentru, 12 voturi împotrivă, iar marea parte a partidelor de opoziție din Parlament s-a abținut de la vot.